# Marcos Acuña
Marcos Javier Acuña (* 28. října 1991 Zapala) je argentinský profesionální fotbalista, který hraje na pozici levého obránce za španělský klub Sevilla FC a za argentinskou reprezentaci, se kterou v roce 2022 vyhrál mistrovství světa.

## Klubová kariéra
Acuña začal hrát fotbal v klubu Don Bosco ve svém rodném městě. V té době hrál na pozici levého křídelníka. Jeho dobrých výkonů si všimli skauti, kteří ho pozvali na testy do různých klubů v Buenos Aires. Ve svých 13 letech si tak zahrál za Bocu Juniors a San Lorenzo de Almagro, nicméně se vrátil zpět do Club Don Bosco. O čtyři roky později přešel do akademie Ferro Carril Oeste. V prvním týmu debutoval v roce 2009 v zápase druhé nejvyšší argentinské soutěže.
Ve Ferru odehrál Acuña celkem 117 zápasů, ve kterých vstřelil 5 gólů a přidal 23 asistencí.

### Racing Club
Dne 18. července 2014 přestoupil Acuña za 15 milionů pesos do Racing Clubu. V roce 2014 vyhrál s klubem nejvyšší argentinskou soutěž – Primera División. V mistrovské sezóně odehrál Acuña 16 zápasů a vstřelil dva góly.

### Sporting CP
Dne 12. června 2017 odešel Acuña do portugalského Sportingu CP. Za portugalský tým debutoval při venkovním vítězství 2:0 nad Desportivem Aves. 15. května 2018 byl Acuña a několik jeho spoluhráčů včetně trenérů zraněno po útoku asi 50 příznivců Sportingu na tréninkovém hřišti klubu poté, co tým skončil v lize třetí a nepostoupil do předkola Ligy mistrů UEFA. Navzdory útoku souhlasil se zbytkem týmu, že se zúčastní finále Portugalského poháru, které bylo naplánováno na následující víkend, ve kterém Sporting podlehl Avesu.

### Sevilla
Dne 14. září 2020 podepsal Acuña čtyřletou smlouvu se španělským klubem Sevilla FC. 7. listopadu 2021 vstřelil Acuña svůj první ligový gól v sezóně 2021/22, a to při výhře 2:0 nad rivaly z Realu Betis. 13. února 2021 prodloužil smlouvu se Sevillou do roku 2025.

## Reprezentační kariéra
Dne 15. listopadu 2016 Acuña debutoval v argentinské reprezentaci v zápase kvalifikace na mistrovství světa 2018 proti Kolumbii. Byl členem argentinského týmu, který v roce 2021 vyhrál Copa América.
Acuña reprezentoval Argentinu na mistrovství světa 2018 v Rusku a na mistrovství světa 2022 v Kataru, které Argentina vyhrála.

## Statistiky

### Klubové
K 6. listopadu 2022
| Klub               | Sezóna  | Liga                       | Liga   | Liga | Národní pohár | Národní pohár | Ligový pohár | Ligový pohár | Kontinentální poháry | Kontinentální poháry | Ostatní | Ostatní | Celkem | Celkem |
| Klub               | Sezóna  | Liga                       | Zápasy | Góly | Zápasy        | Góly          | Zápasy       | Góly         | Zápasy               | Góly                 | Zápasy  | Góly    | Zápasy | Góly   |
| ------------------ | ------- | -------------------------- | ------ | ---- | ------------- | ------------- | ------------ | ------------ | -------------------- | -------------------- | ------- | ------- | ------ | ------ |
| Ferro Carril Oeste | 2010/11 | Primera B                  | 7      | 0    | 0             | 0             | –            | –            | –                    | –                    | –       | –       | 7      | 0      |
| Ferro Carril Oeste | 2011/12 | Primera B                  | 31     | 2    | 1             | 0             | –            | –            | –                    | –                    | –       | –       | 32     | 2      |
| Ferro Carril Oeste | 2012/13 | Primera B                  | 36     | 1    | 1             | 0             | –            | –            | –                    | –                    | –       | –       | 37     | 1      |
| Ferro Carril Oeste | 2013/14 | Primera B                  | 39     | 2    | 2             | 0             | –            | –            | –                    | –                    | –       | –       | 41     | 2      |
| Ferro Carril Oeste | Celkem  | Celkem                     | 113    | 5    | 4             | 0             | –            | –            | –                    | –                    | –       | –       | 117    | 5      |
| Racing Club        | 2014    | Argentine Primera División | 16     | 2    | 2             | 1             | –            | –            | –                    | –                    | –       | –       | 18     | 3      |
| Racing Club        | 2015    | Argentine Primera División | 27     | 4    | 3             | 0             | –            | –            | 9                    | 0                    | –       | –       | 39     | 4      |
| Racing Club        | 2016    | Argentine Primera División | 10     | 1    | 0             | 0             | –            | –            | 10                   | 1                    | –       | –       | 20     | 2      |
| Racing Club        | 2016/17 | Argentine Primera División | 25     | 9    | 4             | 1             | –            | –            | 3                    | 1                    | –       | –       | 32     | 11     |
| Racing Club        | Celkem  | Celkem                     | 78     | 16   | 9             | 2             | –            | –            | 22                   | 2                    | –       | –       | 109    | 20     |
| Sporting CP        | 2017/18 | Primeira Liga              | 31     | 4    | 5             | 0             | 5            | 1            | 13                   | 1                    | –       | –       | 54     | 6      |
| Sporting CP        | 2018/19 | Primeira Liga              | 30     | 1    | 5             | 0             | 4            | 0            | 6                    | 0                    | –       | –       | 45     | 1      |
| Sporting CP        | 2019/20 | Primeira Liga              | 24     | 2    | 0             | 0             | 4            | 0            | 6                    | 0                    | 1       | 0       | 35     | 2      |
| Sporting CP        | Celkem  | Celkem                     | 85     | 7    | 10            | 0             | 13           | 1            | 25                   | 1                    | 1       | 0       | 134    | 9      |
| Sevilla            | 2020/21 | La Liga                    | 30     | 1    | 3             | 0             | –            | –            | 4                    | 0                    | 0       | 0       | 37     | 1      |
| Sevilla            | 2021/22 | La Liga                    | 31     | 1    | 2             | 0             | –            | –            | 8                    | 0                    | –       | –       | 41     | 1      |
| Sevilla            | 2022/23 | La Liga                    | 10     | 0    | 0             | 0             | –            | –            | 4                    | 0                    | –       | –       | 14     | 0      |
| Sevilla            | Celkem  | Celkem                     | 71     | 2    | 5             | 0             | –            | –            | 16                   | 0                    | –       | –       | 92     | 2      |
| Celkem             | Celkem  | Celkem                     | 347    | 30   | 28            | 2             | 13           | 1            | 63                   | 3                    | 1       | 0       | 452    | 36     |

### Reprezentační
K 18. prosinci 2022
| Argentina | Argentina | Argentina |
| Rok       | Zápasy    | Góly      |
| --------- | --------- | --------- |
| 2016      | 1         | 0         |
| 2017      | 7         | 0         |
| 2018      | 8         | 0         |
| 2019      | 11        | 0         |
| 2020      | 1         | 0         |
| 2021      | 11        | 0         |
| 2022      | 10        | 0         |
| Celkem    | 49        | 0         |

## Ocenění

### Klubová

#### Racing Club
- Argentine Primera División: 2014

#### Sporting CP
- Taça de Portugal: 2018/19
- Taça da Liga: 2017/18, 2018/19[14]

### Reprezentační

#### Argentina
- Mistrovství světa ve fotbale: 2022[15]
- Copa América: 2021[16]
- Finalissima: 2022[17]

### Individuální
- Nejlepší asistent Primera División: 2016/17
- Jedenáctka sezóny La Ligy: 2021/22[18]